# Честное слово (мультфильм)
«Честное слово» — советский кукольный мультипликационный фильм, снятый на студии «Экран» в 1978 году режиссёром Марианной Новогрудской по мотивам одноимённого рассказа Леонида Пантелеева.

## Сюжет
Зачитавшись до вечера, посетитель сада на выходе из него услышал детский плач. Подойдя ближе, он увидел мальчика, одиноко стоящего около сторожки. При виде постороннего мальчик перестал плакать, а после расспросов рассказал, что играл со старшими мальчиками в войну. Один из них, изображавший Чапаева, назначил его сержантом, поставил часовым и взял честное слово, что без приказа он никуда не уйдёт.
Стало поздно, пошёл дождь, и мальчишки, забыв своего нового товарища по игре, разбежались по домам. Мальчик устал и проголодался, но категорически отказался бросить пост или, как предлагал собеседник, поменяться с ним ролями. «Ведь вы же не военный» — мотивировал он свой отказ.
Тогда в голову рассказчика пришла счастливая мысль: найти офицера и уговорить его снять часового. На трамвайной остановке он увидел садящегося в вагон кавалерийского майора и, не дав ему зайти внутрь, сбивчиво объяснил происшедшее. Начавший было сердиться майор, поняв, чего от него добиваются, скоро и охотно пошёл со своим ночным собеседником к беседке.
Там, узнав, что в игре у мальчика сержантское звание, он, как вышестоящий, приказал оставить пост и идти домой отдыхать. Когда они втроём вышли из сада, майор побежал на свой трамвай, а писатель предложил проводить мальчика домой, но тот, сказав, что живёт рядом и не боится, побежал вприпрыжку домой.
Писатель подумал про себя, что этот мальчик не испугается и более серьёзных вещей и всегда будет крепко держать данное слово.

## Создатели
| автор сценария             | Жанна Витензон                                      |
| режиссёр                   | Марианна Новогрудская                               |
| художник-постановщик       | Вячеслав Назарук                                    |
| операторы                  | Иосиф Голомб, Евгений Туревич                       |
| композитор                 | Михаил Меерович                                     |
| звукооператор              | Виталий Азаровский                                  |
| текст читает               | Олег Ефремов                                        |
| художники-мультипликаторы: | Мария Карпинская, Татьяна Молодова, Ольга Дегтярёва |
| куклы выполнили художники: | Геннадий Богачёв, С. Гордов, Владимир Шафранюк      |
| над фильмом работали:      | Ю. Евмешкин, Л. Сошникова, Валерий Фомин            |
| редактор                   | Александр Тимофеевский                              |